# Mike Tice
Pour les articles homonymes, voir Tice (homonymie).
(en) Statistiques sur pro-football-reference
Michael Peter Tice, né le 2 février 1959 à Bay Shore dans l'état de New York est un américain, joueur et entraîneur de football américain.
Après avoir été entraîneur principal des Vikings du Minnesota de 2002 à 2005, il occupe différentes positions d'entraîneurs assistants pour les Jaguars de Jacksonville, les Bears de Chicago, les Falcons d'Atlanta et les Raiders d'Oakland.